# 이윤오
이윤오(1999년 3월 23일 ~ )는 대한민국의 축구선수이다. 포지션은 골키퍼이다. 현재 FC 안양 소속이다.

## 클럽 경력
이윤오는 2017시즌을 앞두고 J1리그의 베갈타 센다이에 입단했다.
2019시즌을 앞두고 J3리그의 후쿠시마 유나이티드로 임대 이적했다. 하지만 출전에는 실패했다.
2020시즌을 앞두고 J1리그의 감바 오사카로 임대 이적했다. 2020년 10월 11일에 열린 카탈레 도야마와의 경기에서 프로 데뷔전을 치렀다.
2021시즌을 앞두고 K리그1의 대구 FC로 이적했다.
2023시즌을 앞두고 경남 FC에 입단했다.